# Gunilla Ahren
Gunilla Ahren (...) è un'ex sciatrice alpina svedese paralimpica, che ha rappresentato la Svezia nello sci alpino paralimpico ai Giochi paralimpici invernali del 1984 e del 1988, vincitrice di sei medaglie: quattro ori, un argento e un bronzo.

## Carriera
Partecipante alle Paralimpiadi invernali di Innsbruck del 1984 nella categoria LW6/8, Ahren ha vinto quattro medaglie d'oro: nello slalom speciale (tempo realizzato 1:16.04), nello slalom gigante (con un tempo di 1:28.68), discesa libera (gara conclusa in 1:09.20) e supercombinata alpina.
Quattro anni più tardi, sempre a Innsbruck, ha conquistato l'argento nella gara di slalom speciale (oro per Martina Altenberger in 1:15.63 e bronzo per 
Eszbieta Dadok in 1:37.46) e il bronzo in discesa libera in 1:17.64 (sul podio davanti a lei, Martina Altenberger con 1:13.87 e 
Nancy Gustafson	in 1:14.51).

## Palmarès

### Paralimpiadi
- 6 medaglie:
  - 4 ori (slalom speciale LW6/8, slalom gigante LW6/8, discesa libera LW6/8 e supercombinata LW6/8 a Torino 2006)
  - 1 argento (slalom speciale LW6/8 a Torino 2006)
  - 1 bronzo (discesa libera LW6/8 a Torino 2006)